# Operace Flintlock
Operace Flintlock byla vojenská kampaň Spojených států amerických za druhé světové války. Byla součástí války v Tichomoří a jejím cílem bylo obsazení atolů Kwajalein, Majuro a Roi-Namur mezi 30. lednem a 6. únorem 1944. Všechny tyto atoly se nacházejí na Marshallových ostrovech.

## Rozdělení do skupin
- 52. operační svaz (Jižní útočný svaz), pod velením kontradmirála Turnera, určený k útoku na Kwajalein
- 53. operační svaz (Severní útočný svaz) pod velením kontradmirála Conolyeho, určený k útoku na Roi- Namur
- Úderná skupina kontradmirála Hilla, určená k útoku na Majuro

## Útok na Majuro
Dne 30. ledna 1944 byly na ostrůvcích střežících vjezd do laguny atolu Majuro vysazen průzkumný oddíl. Japonská postavení nebyla nalezena, domorodci jim však sdělili, že okolo 300 Japonců se ukrývá na ostrově Darrit. Na druhý den byla o něco větší průzkumná jednotka vysazena na ostrovech sousedících s Darritem, Uliga a Dalap. Tam se však dozvěděli, že japonská posádka byla před časem stažena a zůstal jeden poddůstojník s několika civilními pomocníky. Informace z předchozího dne se ukázala chybná, protože jeden z překladatelů neznal místní jazyk zcela přesně a dopustil se chyb. Průzkumníkům však přestala fungovat vysílačka, a tak nemohli informovat Hilla o změně situace. Ten nařídil ostrov ostřelovat, spojení se podařilo navázat až za dvacet minut a poté byla palba odvolána. Kolem osmé byla na Darritu vztyčena americká vlajka a večer byl zajat japonský poddůstojník. Takto skončila první výsadková operace na Marshallových ostrovech.

## Útok na Kwajalein
30. ledna 1944 se první americké průzkumné oddíly vylodili na ostrůvcích, které bránily vplutí velkých lodí do laguny. Japonci byli rychle zneškodněni a stejná situace se opakovala následující den na dalších dvou ostrůvcích. Na větším z nich, na Enubuj, byla vysazena děla, která následující den pomohla k zničující dělostřelecké přípravě na hlavním ostrově Kwajalein. 1. února se na něm vylodili američtí vojáci a zničený ostrov postupně dobývali. První den postoupili až k letištní ploše, která se nacházela jak na Kwajaleinu, tak na Roi-Namuru. 3. února proběhly nejtvrdší boje ve střední části ostrova, kde se nacházelo nejvíce obranných postavení a ještě i několik děl, které přežily ostřelování. Poslední vážný odpor byl zlomen 3. února a 4. už stačilo pouze dobýt pouze malý kousek země na severním okraji ostrova, kde se ukrylo posledních 500 Japonců. Ve tři hodiny bylo po všem a Kwajalein byl dobyt. Do 6. února probíhaly poslední operace na několika menších ostrůvcích atolu, kdy pěchota velmi dobře spolupracovala s torpédoborci, které připlouvaly těsně k pobřeží a pomohli jim pobít posledních pár set Japonců.

## Útok na Roi-Namur
31. ledna, začala další výsadková operace na Marshallových ostrovech, vedená proti ostrovu Roi-Namur. První den bylo obsazeno pět menších okolních ostrovů, na které byla následně umístěna děla. Tyto děla následující den společně s bitevními loděmi a palubními letadly bombardovala Roi-Namur před hlavním vyloděním. Ostrov Roi byl palbou velmi poničen a postup amerických vojáků byl proto hladký. Nekoordinovaný útok sice zbrzdil postup, ale poté co se Američané opět zformovali, zahájili frontální útok a Roi od Japonců vyčistili do šesté hodiny večerní.
Namur byl pro Američany mnohem složitější. Velké množství budov, vyvrácených palem a protitankových příkopů brzdilo postup pěchoty i těžké techniky. Okolo poledne navíc celým ostrovem otřásl silný výbuch muničního skladu a skladu torpéd, který přinesl pro Američany silné ztráty. Ostrov se nakonec podařilo vyčistit až na druhý den - 2. února. Atol Kwajalein byl od Japonců definitivně zbaven až 6. února. Tím skočila operace Flintlock a byla připravována operace nová, tj. útok na atol Eniwetok, který dostal krycí název operace Catchpole.